# 1966 코파 델 헤네랄리시모 결승전
1966 코파 델 헤네랄리시모 결승전(스페인어: La Final de la Copa del Generalísimo de 1966)은 현재 코파 델 레이로 알려진 스페인 컵대회의 62번째 결승전이다. 이 경기는 1966년 5월 29일, 마드리드의 산티아고 베르나베우에서 열렸고, 사라고사가 아틀레티코 빌바오를 2-0로 이기고 통산 2번째 우승을 거두었다.

## 상세 경기 정보
| 사라고사                | 2–0               | 아틀레티코 빌바오 |
| ----------------------- | ----------------- | ----------------- |
| 비야 26′ · 라페트라 41′ | 리포트 (스페인어) |                   |

| 사라고사:           |    |                          |
|                     |    |                          |
| GK                  | 1  | 엔리케 야르사            |
| DF                  | 2  | 호세 라몬 이루스키에타   |
| DF                  | 3  | 프란시스코 산타마리아    |
| DF                  | 4  | 세베리노 레이하          |
| MF                  | 5  | 안토니오 파이스          |
| MF                  | 6  | 호세 루이스 비올레타     |
| FW                  | 7  | 카나리우                 |
| FW                  | 8  | 엘레우테리오 산토스      |
| FW                  | 9  | 마르셀리노               |
| FW                  | 10 | 후안 마누엘 비야         |
| FW                  | 11 | 카를로스 라페트라 (주장) |
| 감독:               |    |                          |
| 페르디난트 다우치크 |    |                          |

| 아틀레티코 빌바오: |    |                               |
|                    |    |                               |
| GK                 | 1  | 호세 앙헬 이리바르            |
| DF                 | 2  | 루이스 마리아 수가사가 (주장) |
| DF                 | 3  | 후안 마리아 소리케타          |
| DF                 | 4  | 라몬 세나리아가               |
| MF                 | 5  | 피델 우리아르테               |
| MF                 | 6  | 호세 라라우리                 |
| FW                 | 7  | 콜도 아기레                   |
| FW                 | 8  | 호세 아르고이티아             |
| FW                 | 9  | 안톤 아리에타                 |
| FW                 | 10 | 페드로 라빈                   |
| FW                 | 11 | 체추 로호                     |
| 감독:              |    |                               |
| 아구스틴 가인사    |    |                               |